# Verneuil, Marne
Verneuil là một xã thuộc tỉnh Marne trong vùng Grand Est đông nam nước Pháp. Xã này nằm ở khu vực có độ cao trung bình 67 mét trên mực nước biển.